# Les Anges du bonheur
Les Anges du bonheur ou Mon ange au Québec (Touched by an Angel) est une série télévisée américaine en 211 épisodes de 44 minutes, créée par John Masius et diffusée entre le 21 septembre 1994 et le 27 avril 2003 sur le réseau CBS.
En France, la série a été diffusée à partir du 8 novembre 1996 et 15 juin 2005 sur M6 puis sur Téva, et au Québec à partir du 2 avril 2001 à la Télévision de Radio-Canada.

## Synopsis
Monica et Tess sont deux anges envoyés sur Terre. Aidées par les conseils et les messages de Dieu, elles aident des personnes en proie à des difficultés et leur rappellent que Dieu ne les a pas oubliées. Andrew et Gloria, deux autres anges, les rejoignent par la suite.

## Distribution

### Acteurs principaux
- Roma Downey (VF : Brigitte Aubry) : Monica
- Della Reese (VF : Liliane Gaudet puis Joëlle Brover) : Tess
- John Dye (VF : Cyrille Monge) : Andrew (saisons 3 à 9 - récurrent saison 2)
- Valerie Bertinelli (VF : Véronique Alycia) : Gloria (saisons 8 et 9 - invitée saison 7)

### Acteurs récurrents
- Charles Rocket (VF : Jean-Pierre Leroux) : Adam, L'Ange de la Mort
- Randy Travis (VF : Régis Reuilhac) : Wayne Machulis
- Paul Winfield (VF : Michel Castelin) : l'archange Sam, superviseur de Tess
- Alexis Cruz (VF : François Creton) : Rafael
- Cloris Leachman : Ruth
- Bill Cosby : l'Ange de la Réconciliation
- Bruce Altman : Henry, L'Ange de la Mort
- Jasmine Guy : l'ange déchu Kathleen

### Guest Stars
- Céline Dion (VF : Amélie Morin) : Elle-Même

## Commentaires
- Plusieurs acteurs et chanteurs célèbres sont apparus au fil des neuf saisons de la série : Mohamed Ali, Céline Dion, Janet Leigh, Patrick Duffy, Wynonna Judd, Alyson Hannigan, Melissa Joan Hart, Haley Joel Osment, Sherry Stringfield, Faye Dunaway, Bai Ling, Louis Gossett Jr., Bill Cosby, Al Jarreau, Stacy Keach, Phylicia Rashad et Kirsten Dunst.
- La série a eu 11 nominations aux Emmy Awards.
- À la suite du succès de la série, CBS lança un spin-off, Promised Land (en). Dans celui-ci, la famille Green aide des personnes en difficulté pendant leurs voyages en camping-car autour des États-Unis. La série dura trois saisons et eut un cross-over avec Diagnostic : Meurtre.
- La chanson du générique, Walk with You, est chantée par Della Reese.
- Le diable a été interprété par John Schneider, Todd Rulapaugh, Thomas Dekker, Mandy Patinkin et David Ogden Stiers.
- Dans le dernier épisode de la première saison (Un ange à l’antenne - Angels on the Air) la chanson récurrente est Testify to Love[2].
- Dans l'épisode no 21 de la septième saison (La Chorale des anges - Band of Angels), la chanson finale est The Promise (La Promesse) du groupe chrétien Plus One.
- Un épisode est tourné à la prison d'État de l'Utah.